# Сборная Тонги по регбилиг
Сборная Тонги по регбилиг — национальная сборная команда, представляющая тихоокеанское государство Тонга на соревнованиях по регбилиг. Управляющий орган — Национальный регбилиг Тонги. Сборная высоко котируется Международной федерацией регбилиг и занимает 4-е место в её рейтинге сборных, что является лучшим показателем среди сборных второго яруса. Высшее достижение на чемпионатах мира — полуфинал 2017 года. Тренер с 2014 года — австралиец Кристиан Вулф, капитан с 2014 года — Сика Ману.
Поставщики формы для сборной Тонги по регбилиг — компания Fi-Ta, занимающаяся этим с 2013 года. В прошлом с командой сотрудничали Classic (1995—2003), Kombat (2004—2005) и KooGa (2006—2012).

## История

### 1990-е
Регбилиг появился в Тонге, когда в стране прошли первые матчи Тихоокеанского кубка 1986 года. Некоторые клубы Тонги перешли с классического варианта регби-15 на регбилиг, и вскоре в стране появилась национальная сборная, которая приняла участие в Тихоокеанском кубке 1988 года, прошедшем в городе Апиа. Тонганцы провели три матча и одержали первую победу над командой Американского Самоа со счётом 38:14.
До Тихоокеанского кубка 1992 года сборная почти не созывалась. На Кубке сборная сумела добиться побед над такими противниками, как Ниуэ, Острова Кука, Фиджи и новозеландскими маори. Благодаря этому тонганцы вышли в финал, где проиграли решающий матч Западному Самоа со счётом 14:18. Через два года тонганцы снова вышли в финал, где им досталась более слабая сборная Фиджи, до этого не одерживавшая ни одной победы над тонганцами, и «Мате Ма’а Тонга» одержали итоговую победу со счётом 34:11, выиграв свой первый Тихоокеанский кубок.
В 1995 году Тонга дебютирует на чемпионате мира и попадает в группу B к командам Новой Зеландии и Папуа — Новой Гвинеи. В первом же матче тонганцы могли совершить сенсацию, поскольку за 20 минут до конца матча против новозеландцев они вели 24:12, однако в последний момент их игра развалилась и тонганцы проиграли 24:25. Точно так же в матче против папуа-новогвинейцев они вели 20:0, но их противник спас встречу, завершившуюся вничью 28:28. Тем не менее, сборная Тонги произвела хорошее впечатление на зрителей и игроков. В 1997 году тонганцы снова выступили на Тихоокеанском кубке, однако проиграли два матча и свели один вничью.

### 2000-е

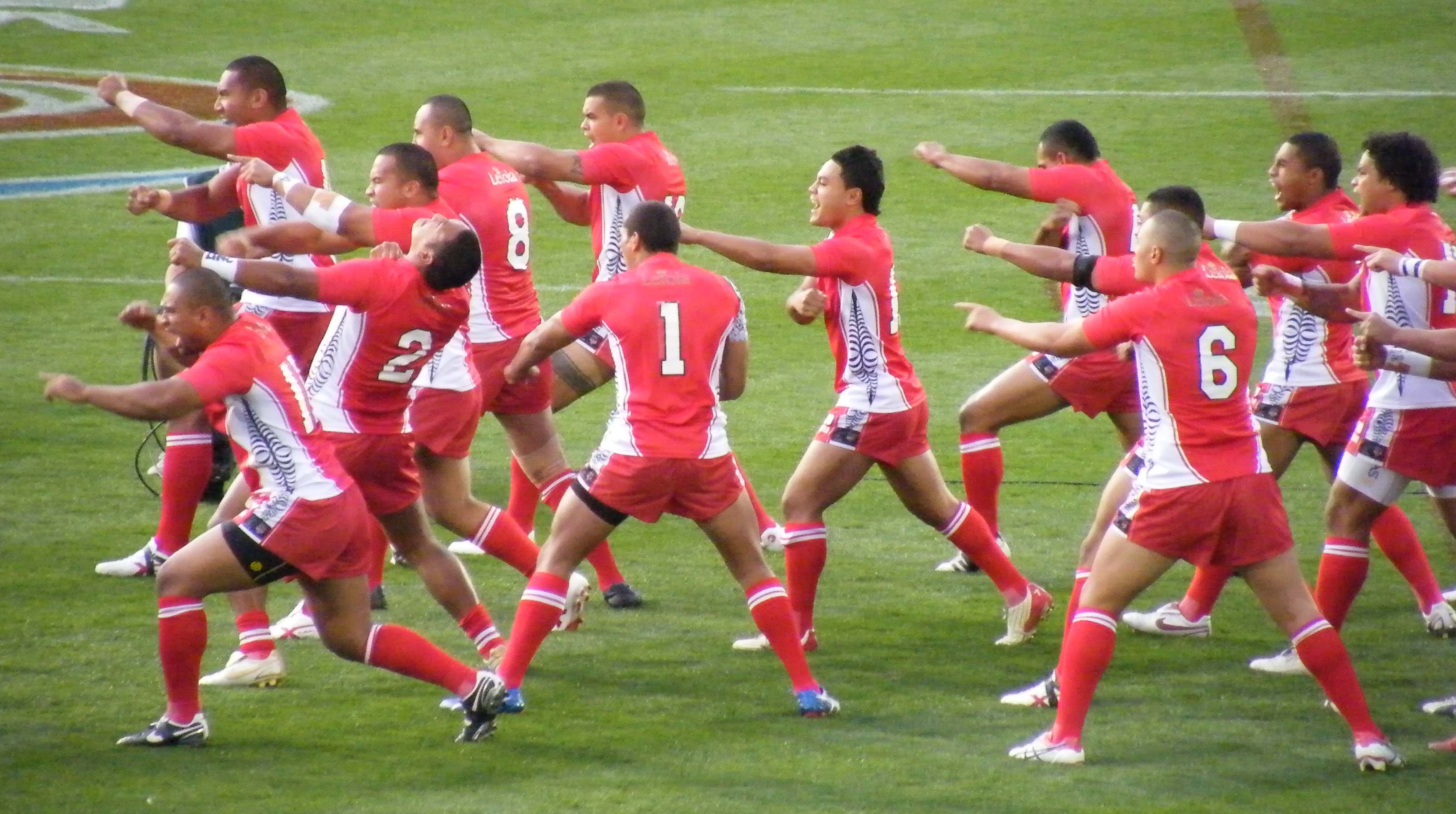
Игроки Тонга исполняют танец сипи-тау

В 2000 году они во второй раз сыграли на чемпионате мира, выбив по пути сборные Островов Кука, Токелау и Американского Самоа. Перед турниром они решили провести товарищеский матч против Новой Зеландии, однако новозеландцы не дали ни единого шанса повторить своим противникам подвиг пятилетней давности и нанесли сокрушительное поражение 0:74, вследствие чего в перспективы тонганцев уже никто не захотел верить. В финальном этапе Тонга сыграла с командами Франции, Папуа — Новой Гвинеи и ЮАР. Тонганцы 28 октября одержали первую победу, нанеся поражение южноафриканцам со счётом 66:18 — четыре попытки занёс вингер Тевита Ваикона, а вот Франция и Папуа — Новая Гвинея тонганцев победили со счётом 28:8 и 30:22 соответственно, не дав им преодолеть групповой этап.
В 2004 году тонганцы вернулись на Тихоокеанский кубок, победив в квалификации Острова Кука и Фиджи, однако в финальном этапе разгромно проиграла Самоа со счётом 18:51. В 2006 году они во второй раз подряд вышли в финал, но там уже сумели справиться с Фиджи (победа 22:4) и выиграть во второй раз титул чемпионов Тихоокеанского региона. В 2006 году им пришлось провести много встреч, чтобы добиться места на чемпионате мира 2008 года: попутно тонганцы выбили команды Островов Кука, Фиджи и Самоа, победив неудобных для себя самоанцев со счётом 18:10. В том же 2006 году был разыгран впервые так называемый Щит Федерации, трофей с участием сборных Англии, Франции, Самоа и Тонги. Тонганцы в финале уступили англичанам 14:32. На самом чемпионате мира 2008 года, прошедшем в Австралии, тонганцы под руководством Джима Даймока и с капитаном Лопини Паэа попали в группу к ирландцам и тем же самоанцам. Победив в стартовом матче ирландцев 22:20, они проиграли самоанцам 14:20, а затем Ирландия, выиграв у Самоа со счётом 34:16, вышла из группы, оставив тонганцев на втором месте по худшей разнице забитых и пропущенных мячей. В утешительном турнире они победили Шотландию 48:0, заняв 7-е место.

### 2010—2017
В апреле 2013 года тонганцы провели тест-матч против Самоа на стадионе Пенрит в рамках подготовки к чемпионату мира 2013 года, куда автоматически квалифицировались. Легко взломав защиту Самоа, Мате Ма’а Тонга победили 36:4. В финальном этапе они сыграли против Шотландии и Италии, проиграв шотландцам 24:26 в упорной борьбе и победив уверенно Италию 16:0. Однако из группы могла выйти только одна команда, коей оказалась Шотландия, а тонганцы довольствовались лишь победой в утешительном матче над Островами Кука со счётом 22:16. В мае 2015 года Тонга и Самоа встретились в розыгрыше Полинезийского кубка на стадионе Cbus Super в рамках большого турнира, куда вошли Меланезийский кубок (Папуа — Новая Гвинея против Фиджи) и матч юниорских сборных Австралии и Новой Зеландии. Матч превратился в настоящий триллер, поскольку отрыв не превышал по ходу встречи 6 очков, однако со счётом 16:18 сборная Самоа всё-таки одержала победу. В октябре того же года тонганцы в упорной борьбе победили Острова Кука в борьбе за путёвку на чемпионат мира 2017 года, набрав 16 очков в последние 20 минут встречи. В мае 2016 года в рамках очередного розыгрыша Полинезийского кубка тонганцы снова сошлись с командой Самоа, однако сыграли ещё хуже, чем год назад, и потерпели поражение с разницей в 12 очков.

### 2017: Тонганская революция

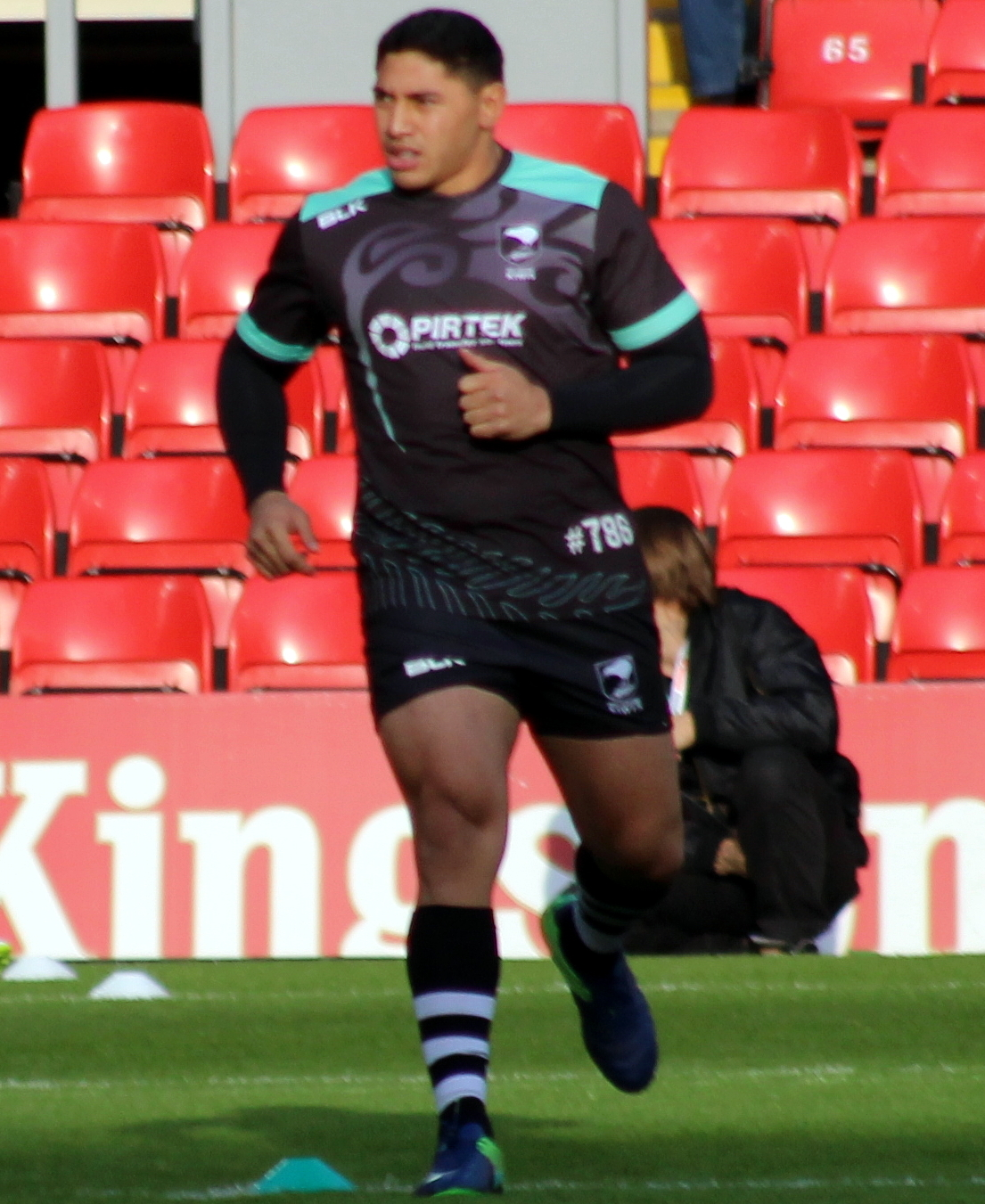
Джейсон Таумалоло

В 2017 году на чемпионат мира поехало сильнейшее поколение тонганских регбилигистов, ведомое Джейсоном Таумалоло и Эндрю Фифита, которые отказались играть за сборные стран, где родились — за Новую Зеландию и Австралию соответственно. Таумалоло, получивший приз лучшего игрока Национальной регбийной лиги, назывался телеканалом Fox Sports «безоговорочно лучшим нападающим НРЛ». Ожидалось, что Таумалоло попадёт в заявку Новой Зеландии, в то время как Фифита покинул расположение сборной Австралии и потребовал убрать его из заявки, желая сыграть за Тонгу. Выяснилось, что в личной беседе Эндрю сказал Джейсону: «Если объявишь об этом ты, то объявлю и я». Таумалоло вскоре официально заявил, что будет играть за Тонгу, поскольку хорошо знаком с тренером тонганцев Кристианом Вульфом и хочет помочь сборной. Фифита же объяснил это тем, что хотел порадовать семью своего отца.
Примеру Таумалоло и Фифита последовали ещё несколько человек: Ману Ма’у отклонил предложение Новой Зеландии, несмотря на шесть проведённых в 2016 году матчей за «киви» и сообщения прессы о его возможном включении в состав сборной, и сделал выбор в пользу Тонга; наотрез отказались продолжать выступать за новозеландцев Дэвид Фуситу’а, Соломоне Ката, Туимоала Лолохеа и Сио Сиуа Таукеиахо, желая сыграть за Тонгу; наконец, Майкл Дженнингс, ранее отвергавший предложение Фиджи, вошёл в заявку тонганцев.
Укомплектованная опытными «легионерами», сборная Тонги стала командой с самой мощной защитой на Кубке, и коэффициент на её победу резко упал. Занимая 11-е место в рейтинге сборных мира, Тонга начала турнир с разгромной победы над Шотландией 50:4 и победой над Самоа 32:18. В третьем матче Тонга играла против Новой Зеландии и к первому тайму проигрывала 16:2, но во втором тайме нанесла сокрушительный удар и вырвала победу со счётом 28:22, преподнеся громкую сенсацию впервые со времён введения трёхъярусной системы — первый раз команда второго яруса победила команду первого яруса. Последний раз похожее достижение установил в 1995 году Уэльс на чемпионате мира, когда победил Англию со счётом 18:16. В четвертьфинале тонганцы в упорном бою сломили сопротивление Ливана со счётом 24:22. В полуфинале им досталась команда Англии: за восемь минут до конца матча Англия вела 20:0, и тонганцы были близки к тому, чтобы сотворить ещё одну сенсацию и выйти в финал, поскольку три раза подряд занесли успешные попытки. Однако спорное судейство не позволило тонганцам спасти матч, который завершился их поражением со счётом 18:20.
На полуфинальной игре присутствовал король Тонги Тупоу VI. По его распоряжению 29 ноября 2018 года было объявлено государственным праздником — Днём Мате Ма’а Тонга. Вся сборная была приглашена на приём в Королевский дворец Тонга, а каждый из игроков был награждён орденом Королевы Салоте Тупоу III в звании рыцаря-командора за выдающийся вклад в развитие спорта. Джейсон Таумалоло и Туимоала Лолохеа получили земельные участки в своих родных деревнях. Благодаря этому сенсационному результату сборная Тонга поднялась на 4-е место в рейтинге сборных Международной федерации регбилиг.
|                | When I think back to my parents' parents, who came over from Tonga and didn't have a lot but did what they could to give us a chance of a better future, I feel it's only right to give back. |  | Когда я думаю о родителях моих родителей, которые пришли с Тонга, у которых почти ничего не было, но они смогли сделать то, что дало нам надежду на лучшее будущее, я понимаю, что будет правильно расплатиться тем же. |  |
| Дэвид Фуситу’а | |  | |  |

|                 | Playing for the Kangaroos is the pinnacle in rugby league. If you make that team, you’re up there with the best in the world in your position... But it’s a very different feeling playing for Tonga. There’s more emotion in the Tongan jersey. You know what your family has been through and you think about them every time you put it on. |  | Играть за «Кенгуру» — это великая честь в регбилиг. Если ты попал в команду, то ты входишь в число лучших в мире регбистов. Но совсем другое чувство — играть за Тонга. Больше чувств в регбийке Тонга. Ты знаешь, через что прошла твоя семья, и ты думаешь о них каждый раз, когда надеваешь её |  |
| Майкл Дженнингс | |  | |  |

В СМИ долго обсуждался вопрос, вернутся ли звёздные легионеры сборной Тонги в свои прежние сборные после чемпионата мира, предполагая, что никто не будет возражать против этого. Спустя несколько месяцев Фифита, Тевита Пангаи Джуниор и Майкл Дженнингс, которым предлагали место в сборной Нового Южного Уэльса объявили, что не будут выступать за команду Нового Южного Уэльса и выберут сборную Тонги. Имевшие право играть за новозеландцев Лолохеа, Ката, Фуситу’а и Таумалоло также подтвердили, что будут играть за Тонгу и сыграют в матче против Самоа 23 июня 2018 года. Эддин Фонуа-Блейк выразил также желание сыграть не за Новую Зеландию, а за Тонгу: сыгравший на чемпионате мира 2017 года за «Киви» сказал: «Мне реально понравилось время, проведённое с „Киви“, но я словно не чувствовал себя как дома». В итоге на матч 24 июня 2018 года против англичан был вызван только один человек, который мог теоретически играть и за сборную Тонги — Доллин Уатене-Зелезняк, который решил почтить тем самым честь своего деда Пути Типене Уапене, депутата новозеландского парламента от Восточных Маори и первого маори-капитана сборной Новой Зеландии.

## Состав

### Текущий
Заявка на тест-матч против Самоа, который состоялся 23 июня 2018 года. Все данные приведены по состоянию на указанный день.
| Позиция            | Игрок              | Дата рождения    | Игры | Очки | Клуб                         |
| ------------------ | ------------------ | ---------------- | ---- | ---- | ---------------------------- |
| Фуллбэк / Центр    | Уильям Хопоате     | 9 мая 1992       | 6    | 8    | Кентербери-Бэнкстаун Булдогс |
| Винг / Центр       | Роберт Дженнингс   | 2 января 1992    | 0    | 0    | Саут Сидней Рэббитоуз        |
| Винг               | Дэниэл Тупоу       | 17 июня 1991     | 9    | 12   | Сидней Рустерз               |
| Центр              | Конрад Харрелл     | 5 августа 1991   | 8    | 4    | Голд-Кост Тайтнз             |
| Центр              | Майкл Дженнингз    | 20 апреля 1988   | 7    | 32   | Парраматта Илс               |
| Файв-эйт / Фуллбэк | Туимоала Лолохеа   | 23 января 1995   | 7    | 16   | Уэстс Тайгерс                |
| Хавбек             | Ата Хингано        | 11 марта 1997    | 6    | 22   | Канберра Рэйдерс             |
| Прооп              | Эндрю Фифита       | 28 июня 1989     | 6    | 0    | Кроналла-Сазерленд Шаркс     |
| Проп               | Эддин Фонуа-Блейк  | 6 ноября 1995    | 1    | 0    | Мэнли-Уорринга Си Иглз       |
| Проп               | Моэаки Фотуаика    | 16 ноября 1999   | 0    | 0    | Голд-Кост Тайтнз             |
| Проп / Лок         | Джо Офаэнгауэ      | 15 сентября 1995 | 4    | 0    | Брисбен Бронкоз              |
| Проп               | Тевита Татола      | 10 ноября 1996   | 0    | 0    | Саут Сидней Рэббитоуз        |
| Проп / Лок         | Сио Сиуа Таукеиахо | 3 января 1992    | 6    | 32   | Сидней Рустерз               |
| Проп / Лок         | Пени Терепо        | 21 ноября 1991   | 9    | 16   | Парраматта Илс               |
| Хукер              | Силива Хавили      | 18 февраля 1993  | 8    | 4    | Канберра Рэйдерс             |
| Хукер              | Сионе Катоа        | 26 января 1995   | 7    | 0    | Пенрит Пантерз               |
| Секонд-роу         | Ману Ма’у          | 24 августа 1988  | 7    | 4    | Парраматта Илс               |
| Лок                | Джейсон Таумалоло  | 31 мая 1993      | 8    | 8    | Норт Квисленд Каубойз        |

### Недавние вызовы
Игроки, которые участвовали в чемпионате мира 2017 года и не попали в заявку на матч против Самоа 23 июня 2018 года.
| Позиция           | Игрок                 | Дата рождения   | Игры | Очки | Клуб                 |
| ----------------- | --------------------- | --------------- | ---- | ---- | -------------------- |
| Винг / Центр      | Махе Фонуа            | 24 декабря 1992 | 6    | 8    | Уэстс Тайгерс        |
| Винг              | Дэвид Фуситу’а        | 16 октября 1994 | 5    | 20   | Нью Зиленд Уорриорз  |
| Винг              | Ману Ватувеи          | 4 марта 1986    | 2    | 4    | Без клуба            |
| Центр             | Соломоне Ката         | 3 декабря 1994  | 5    | 22   | Нью Зиленд Уорриорз  |
| Файв-эйт          | Самисони Ланги        | 11 июня 1993    | 7    | 30   | Каталанс Драгонс     |
| Проп              | Сэм Моа               | 14 августа 1986 | 12   | 0    | Каталанс Драгонс     |
| Секонд-роу        | Сика Ману             | 22 января 1987  | 12   | 16   | Халл                 |
| Секонд-роу        | Бен Мёрдок-Масила     | 7 февраля 1991  | 10   | 4    | Уоррингтон Вулфз     |
| Секонд-роу / Проп | Укума Та’аи           | 17 января 1987  | 10   | 8    | Хаддерсфилд Джайентс |
| Лок / Проп        | Тевита Пангаи Джуниор | 4 февраля 1996  | 3    | 4    | Брисбен Бронкоз      |

## Статистика встреч

### Все матчи
| Сборная                 | Игр | Побед | Ничьих | Поражений | Процент побед | Годы      |
| ----------------------- | --- | ----- | ------ | --------- | ------------- | --------- |
| Итого                   | 80  | 42    | 3      | 36        | 53 %          | С 1986    |
| Австралийские аборигены | 1   | 0     | 0      | 1         | 0 %           | 1994      |
| Американское Самоа      | 2   | 2     | 0      | 0         | 100 %         | 1988—1998 |
| Англия                  | 2   | 0     | 0      | 2         | 0 %           | 2006—2017 |
| Западное Самоа          | 8   | 3     | 0      | 5         | 38 %          | 1986—1996 |
| Ирландия                | 1   | 1     | 0      | 0         | 100 %         | 2008      |
| Италия                  | 1   | 1     | 0      | 0         | 100 %         | 2013      |
| Ниуэ                    | 3   | 3     | 0      | 0         | 100 %         | 1990—1994 |
| Новозеландские маори    | 7   | 3     | 0      | 4         | 43 %          | 1988—2006 |
| Новая Зеландия          | 5   | 1     | 0      | 4         | 20 %          | 1995—2017 |
| Новая Зеландия XIII     | 1   | 0     | 0      | 1         | 0 %           | 1997      |
| Острова Кука            | 11  | 10    | 0      | 1         | 91 %          | 1988—2013 |
| Папуа — Новая Гвинея    | 8   | 0     | 1      | 7         | 0 %           | 1995—2014 |
| Самоа                   | 20  | 9     | 0      | 11        | 45 %          | 1986—2017 |
| США                     | 1   | 1     | 0      | 0         | 100 %         | 2012      |
| Токелау                 | 4   | 4     | 0      | 0         | 100 %         | 1986—2006 |
| Фиджи                   | 12  | 6     | 1      | 5         | 50 %          | 1992—2017 |
| Фиджи Резидентс XIII    | 1   | 1     | 0      | 0         | 100 %         | 1994      |
| Франция                 | 2   | 1     | 0      | 1         | 50 %          | 2000—2006 |
| Шотландия               | 3   | 2     | 0      | 1         | 67 %          | 2008—2017 |
| ЮАР                     | 1   | 1     | 0      | 0         | 100 %         | 2000      |

### Выступления на ЧМ
В активе сборной Тонги — выступления на всех с 1995 года чемпионатах мира. Высшее достижение — полуфинал в 2017 году, благодаря которому Тонга автоматически выходит на чемпионат мира 2021 года.
| 1954    | Не участвовала    | Не участвовала    | Не участвовала    | Не участвовала    | Не участвовала    | Не участвовала    | Не участвовала    | Не участвовала    | Не участвовала    | Не участвовала    | Не участвовала    |
| 1957    | Не участвовала    | Не участвовала    | Не участвовала    | Не участвовала    | Не участвовала    | Не участвовала    | Не участвовала    | Не участвовала    | Не участвовала    | Не участвовала    | Не участвовала    |
| 1960    | Не участвовала    | Не участвовала    | Не участвовала    | Не участвовала    | Не участвовала    | Не участвовала    | Не участвовала    | Не участвовала    | Не участвовала    | Не участвовала    | Не участвовала    |
| 1968    | Не участвовала    | Не участвовала    | Не участвовала    | Не участвовала    | Не участвовала    | Не участвовала    | Не участвовала    | Не участвовала    | Не участвовала    | Не участвовала    | Не участвовала    |
| 1970    | Не участвовала    | Не участвовала    | Не участвовала    | Не участвовала    | Не участвовала    | Не участвовала    | Не участвовала    | Не участвовала    | Не участвовала    | Не участвовала    | Не участвовала    |
| 1972    | Не участвовала    | Не участвовала    | Не участвовала    | Не участвовала    | Не участвовала    | Не участвовала    | Не участвовала    | Не участвовала    | Не участвовала    | Не участвовала    | Не участвовала    |
| 1975    | Не участвовала    | Не участвовала    | Не участвовала    | Не участвовала    | Не участвовала    | Не участвовала    | Не участвовала    | Не участвовала    | Не участвовала    | Не участвовала    | Не участвовала    |
| 1977    | Не участвовала    | Не участвовала    | Не участвовала    | Не участвовала    | Не участвовала    | Не участвовала    | Не участвовала    | Не участвовала    | Не участвовала    | Не участвовала    | Не участвовала    |
| 1985—88 | Не участвовала    | Не участвовала    | Не участвовала    | Не участвовала    | Не участвовала    | Не участвовала    | Не участвовала    | Не участвовала    | Не участвовала    | Не участвовала    | Не участвовала    |
| 1989—92 | Не участвовала    | Не участвовала    | Не участвовала    | Не участвовала    | Не участвовала    | Не участвовала    | Не участвовала    | Не участвовала    | Не участвовала    | Не участвовала    | Не участвовала    |
| 1995    | Групповой этап    | 7 из 10           | 2                 | 0                 | 1                 | 1                 |                   |                   |                   |                   |                   |
| 2000    | Групповой этап    | 9 из 16           | 3                 | 1                 | 0                 | 2                 |                   |                   |                   |                   |                   |
| 2008    | Групповой этап    | 7 из 10           | 3                 | 2                 | 0                 | 1                 |                   |                   |                   |                   |                   |
| 2013    | Групповой этап    | 9 из 14           | 3                 | 2                 | 0                 | 1                 |                   |                   |                   |                   |                   |
| 2017    | Полуфинал         | 3 из 14           | 5                 | 4                 | 0                 | 1                 |                   |                   |                   |                   |                   |
| 2021    | Квалифицировались | Квалифицировались | Квалифицировались | Квалифицировались | Квалифицировались | Квалифицировались | Квалифицировались | Квалифицировались | Квалифицировались | Квалифицировались | Квалифицировались |
| 2025    |                   |                   |                   |                   |                   |                   |                   |                   |                   |                   |                   |

## Некоторые известные игроки прошлого
- Дуэйн Манн[англ.], отыгрывающий. В прошлом капитан сборной Новой Зеландии, тренер сборной Тонги в 2006 году.
- Джим Даймок[англ.], замок и восьмой. В прошлом тренер сборной Тонги. Чемпион мира 1995 года в составе сборной Австралии.
- Вилли Мэйсон[англ.], столб и игрок второй линии. В прошлом игрок сборной Австралии. Участник чемпионата мира 2000 года.
- Вилли Тонга[англ.], центровой и крыльевой. В прошлом игрок сборной Австралии.
- Тевита Ваикона[англ.], крыльевой. Уроженец Нукуалофа. Участник чемпионата мира 2000 года.
- Брент Кайт[англ.], столб и игрок второй линии. В прошлом игрок сборной Австралии, серебряный призёр чемпионата мира 2000 года. Капитан сборной Тонги в 2013 году.
- Лесли Ваиниколо[англ.], крыльевой. Уроженец Нукуалофа. В прошлом игрок сборной Новой Зеландии по регбилиг. Выступал в регби-15 за команды Тонги и Англии.
- Фуифуи Моимои[англ.], столб. Уроженец Нукуалофа. В прошлом игрок сборной Новой Зеландии. Участник чемпионата мира 2013 года.
- Антонио Кауфуси[англ.], столб и игрок второй линии. Уроженец Монтахау. Участник чемпионата мира 2008 года.